# Stannern
Stannern – meteoryt kamienny należący do eukrytów, spadły około godziny 6:00 w postaci deszczu meteorytów w okolicach wsi Stonařov w Czechach 22 maja 1808 roku.
Elipsa rozsiania obejmowała obszar długości 12,5 km i szerokości 4,8 km. Zebrano 66 fragmentów meteorytu o łącznej masie 52 kg. Przypuszcza się, że meteoryt pochodzi z planetoidy Westa. 

## Meteoryt Stannern w polskich zbiorach
- Katedra Mineralogii i Petrografii Uniwersytetu Jagiellońskiego w Krakowie
- Zakład Mineralogii i Petrografii Uniwersytetu Wrocławskiego
- Zakład Geologii Dynamicznej Instytutu Nauk Geologicznych PAN w Krakowie